# Salvatore Sorrentino
Salvatore Sorrentino (ur. 9 czerwca 1917 w Torre del Greco, zm. 20 czerwca 2006), włoski duchowny katolicki, biskup.
Święcenia kapłańskie przyjął 3 lutego 1940, uzupełniał następnie studia z filozofii i teologii na Wydziale Teologicznym w Neapolu. Pracował w Neapolu jako wikariusz w jednej z parafii, potem w kurii arcybiskupiej. Współpracował z arcybiskupem Neapolu, kardynałem Alfonso Castaldo. W czerwcu 1960 papież Jan XXIII mianował go biskupem pomocniczym Pozzuoli, ze stolicą tytularną Gerasa. Sakrę biskupią ks. Sorrentino otrzymał 1 sierpnia 1960.
Uczestniczył w obradach Soboru Watykańskiego II. Po śmierci kardynała Castaldo w marcu 1966 został wybrany na wikariusza kapitulnego diecezji Pozzuano, a następnie mianowany przez papieża Pawła VI administratorem apostolskim tej diecezji. W lutym 1974 został podniesiony do godności biskupa ordynariusza Pozzuano. W pracach Konferencji Episkopatu Kampanii kierował komisją ds. duszpasterstwa emigrantów i osób podróżujących. Po osiągnięciu wieku emerytalnego przeszedł w stan spoczynku w maju 1993.